# Marián Elefant
Marián Elefant (* 20. listopadu 1952) je bývalý slovenský fotbalista, obránce. Po skončení aktivní kariéry působí ve fotbale jako funkcionář.

## Fotbalová kariéra
V československé lize hrál za Slovan Bratislava, Inter Bratislava a ZŤS Petržalka. Nastoupil ve 100 ligových utkáních a dal 2 góly. Se Slovanem získal dva tituly mistra (1974 a 1975) a vyhrál s ním československý pohár (1974). V Poháru mistrů evropských zemí nastoupil ve 2 utkáních a v Poháru UEFA nastoupil ve 4 utkáních. Za juniorskou reprezentaci nastoupil v 16 utkáních a za olympijský výběr v 1 utkání.

## Ligová bilance
| Ročník                                      | Zápasy | Góly | Klub              |
| ------------------------------------------- | ------ | ---- | ----------------- |
| 1. československá fotbalová liga 1970/71    | 1      | 0    | Slovan Bratislava |
| 1. československá fotbalová liga 1972/73    | 1      | 0    | Slovan Bratislava |
| 1. československá fotbalová liga 1973/74    | 3      | 0    | Slovan Bratislava |
| 1. československá fotbalová liga 1974/75    | 8      | 0    | Slovan Bratislava |
| 1. československá fotbalová liga 1975/76    | 21     | 2    | Slovan Bratislava |
| 1. československá fotbalová liga 1976/77    | 10     | 0    | Slovan Bratislava |
| 1. československá fotbalová liga 1977/78    | 22     | 0    | Slovan Bratislava |
| 1. československá fotbalová liga 1978/79    | 6      | 0    | Slovan Bratislava |
| 1. československá fotbalová liga 1980/81    | 23     | 0    | Inter Bratislava  |
| 1. československá fotbalová liga 1981/82    | 1      | 0    | Inter Bratislava  |
| 1. československá fotbalová liga 1981/82    | 4      | 0    | ZŤS Petržalka     |
| 1. slovenská národní fotbalová liga 1982/83 | 12     | 1    | ZŤS Petržalka     |
| CELKEM 1. liga                              | 100    | 2    |                   |